# Departament de San Ignacio
El Departament de San Ignacio s'ubica a l'oest de la província de Misiones, Argentina.
Limita amb els departaments de Libertador General San Martín, Cainguás, Oberá, Candelaria i la República del Paraguai.
El departament té 1.607 km², equivalent a 5,4% del total de la província.
La seva població és de 57.728 hab. (cens 2010 INDEC).
El nom d'aquest districte recorda sant Ignasi de Loiola, fundador de la Companyia de Jesús, institució catòlica que va mantenir àmplia influència a la zona durant dos segles, aproximadament.
Les seves principals activitats econòmiques estan emparentades amb el cultiu agrari, especialment d'herba mate, te, mandioca, ananá, cítrics i altres productes d'horticultura, així com diverses emprenedories fusteres.
Pel que fa al turisme, en aquest departament hi ha el poble de San Ignacio, la segona localitat més visitada de la província. Hi descansen les restes de la reducció de San Ignacio Miní, màxima expressió de la cultura jesuítica-guaraní. També hi ha els vestigis de Nuestra Señora de Santa Ana, Santa María La Mayor i Nuestra Señora de Loreto, que conformen el denominat “Circuit de les Reduccions”.
Tot i que la seva capçalera departamental és l'històric poble de San Ignacio, la localitat amb major nombre d'habitants és Jardín América. Por su rica historia, un altre poble de rellevància és Corpus, en altre temps capital del Territori Nacional de Missions.

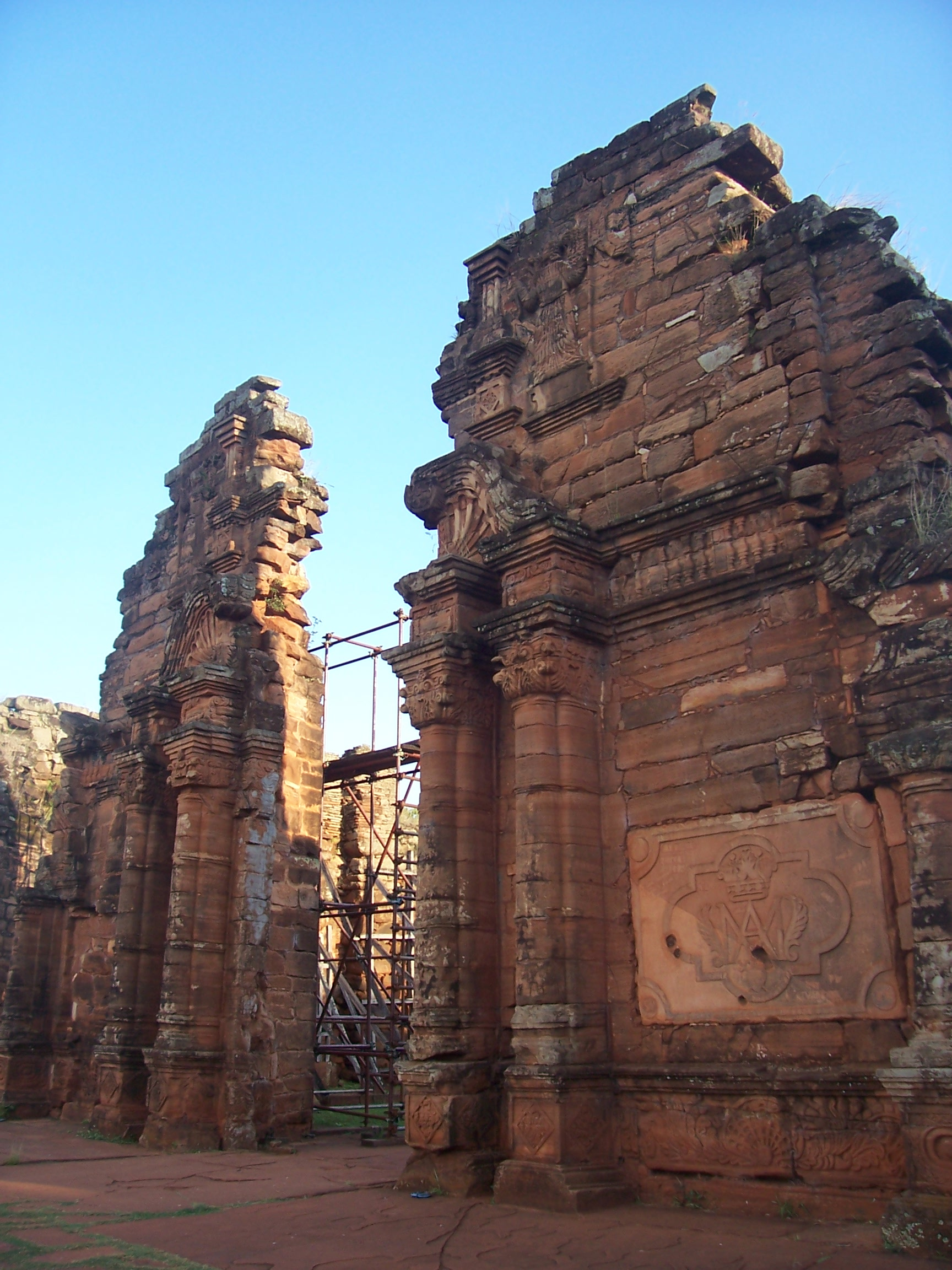
Reduccions Jesuïtiques de San Ignacio Miní